# Kunstgroep Alkuone

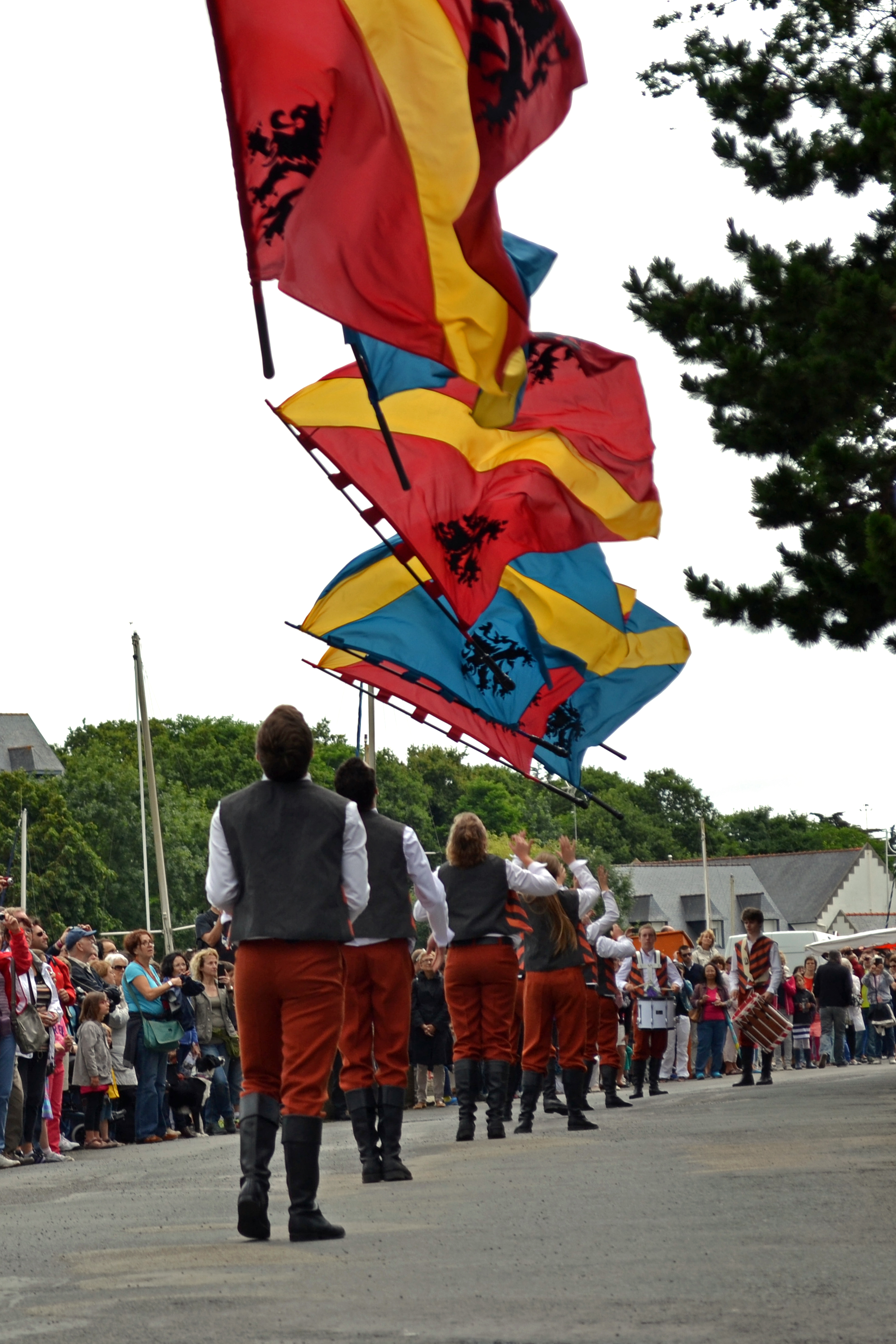
Parade in 2014 in Bretagne (Frankrijk)

Koninklijke Kunstgroep Alkuone, of kortweg Alkuone, is een vereniging voor danschoreografie, vlaggendans, vendelen en trommelaars uit Aalst in Oost-Vlaanderen. In 1957 startte Oscar Van Malder, leraar lichamelijke opvoeding en danser aan de dansschool van Elza Darciel, Alkuone met een groepje vendelzwaaiers in de Aalsterse "vakschool".
Oorspronkelijk was de naam van de groep Wolfsangel maar om misverstanden te vermijden met een toenmalige militantenorganisatie wijzigt men de naam naar Alkuone. Dit is een ijsvogel uit de Griekse mythologie, met zijn schitterende kleuren, sociaal, recht op zijn doel af, hoog en vrij in de wijde hemel. Hij zal onze groep ongetwijfeld een mooie, wereldwijde toekomst brengen.
Kunstgroep Alkuone brengt dans- en vlaggenspektakels op podia en pleinen in België en over heel de wereld. Alkuone heeft voor het 50-jarig bestaan de titel 'Koninklijke Kunstgroep Alkuone' gekregen van Koning Albert II. Bovendien werd stichter Oscar Van Malder in 2007 'Ereburger van de Stad Aalst'

## Podium
Alkuone heeft een gevarieerd programma van dans (klassieke dans, hedendaagse dans, hiphop en vlaggenballet en brengt dit naar voren in zowel een zaal als in open lucht. Dit wordt gebracht door jongens en meisjes tussen 6 en 25 jaar.

## Vlaggen
Alkuone heeft een gevarieerd programma met Italiaanse en grote vlaggen. De grote vlaggen hebben een grootte van 2m op 2m, bevestigd aan een stevige stok met tegengewicht en wegen gemiddeld 4 kg. Een optreden met vlaggen komt vooral tot zijn recht in open lucht (stoeten, parken, etcetera) maar wordt ook gebracht in grotere congres- en evenementenzalen. Ook verzorgt Alkuone podiumoptredens. Voor massaspelen en sportmanifestaties wordt er opgetreden met grote en/of kleine vlaggen.

## Optredens
Als ambassadeur van de stad Aalst en Vlaanderen trekt Alkuone de wereld rond en maakt zo de stad en haar cultuur alom bekend. 
Een selectie optredens die Kunstgroep Alkuone verzorgde of evenementen waaraan Kunstgroep Alkuone deelnam:
| jaarlijks | België                       | Brussel            | De Ommegang van Brussel                                                                              |
| 2022      | België                       | Antwerpen          | Heropening van het stadhuis                                                                          |
| 2022      | Verenigde Arabische Emiraten | Dubai              | 35ᵉ universele wereldtentoonstelling                                                                 |
| 2005      | België                       | Antwerpen          | Ceremonie ter gelegenheid van 150 jaar Katoennatie.                                                  |
| 2004      | Japan                        | Tokyo              | 'Pacific Flower Exhibition'                                                                          |
|           | België                       | Brussel            | Openingsceremonie van het Europees kampioenschap Handboogschieten                                    |
| 2003      | China                        | Peking en Shanghai | Internationaal cultureel festival. Stoet met vlaggen en trommels.                                    |
|           | Amerika                      | New York           | Opening en animatie van de ‘Belgium comes to Cooperstown' day voor brouwerij Ommegang – Cooperstown  |
|           | Japan                        | Osaka              | Kerstviering in een winkelcentrum.                                                                   |
| 2002      | Thailand                     | Bangkok            | Internationaal drumfestival t.g.v. 500 jaar Bangkok. Showoptreden met vlaggen en trommels.           |
| 2001      | Frankrijk                    | Bretagne           | Festival Plozévet                                                                                    |
|           | Amerika                      | New York           | Opening en animatie van de ‘Belgium comes to Cooperstown' day voor brouwerij Ommegang – Cooperstown. |
|           | China                        | Peking             | Internationaal cultureel festival. Stoet met vlaggen en trommels.                                    |
| 2000      | België                       | Antwerpen          | Themaproductie 50 jaar ziekenzorg Sportpaleis Antwerpen                                              |
|           | Amerika                      | New York           | Opening en animatie van de ‘Belgium comes to Cooperstown' day voor brouwerij Ommegang – Cooperstown  |
| 1998      | België                       | Brussel            | Podiumoptreden tijdens de Special Olympics.                                                          |
| 1997      | San Marino                   | San Marino         | Gastoptreden tijdens een historisch spektakel met de beste Italiaanse vlaggengroepen                 |
| 1995      | België                       | Brussel            | Optreden tijdens de zaligverklaring van Pater Damiaan door Paus Johannes Paulus II                   |
|           | België                       | Brussel            | Optreden tijdens de rust van de thuiswedstrijden van de Belgische Nationale voetbalploeg             |
| 1993      | Japan                        | Nagasaki           | Optreden ter gelegenheid van de 1ste verjaardag van het Hollands dorp ‘Huis Ten Bosch’ in Nagasaki.  |
| 1992      | Frankrijk                    | Parijs             | ‘La fête sur l’eau’ : vendelzwaaien op boten die in stoet op de Seine voeren                         |
|           | Frankrijk                    | Albertville        | Openingsspektakel van de Olympische Winterspelen                                                     |
| 1991      | Frankrijk                    | Rocamadour         | Licht- en klankspektakel naar aanleiding van 1000 jaar Rocamadour                                    |

Alkuone was wereldwijd al te gast in meer dan 34 landen (Bahamas, Brazilië, Bulgarije, Canada, China, Duitsland, Groot-Brittannië, Frankrijk, Griekenland, Hongarije, Ierland, India, Israel, Italië, Japan, Luxemburg, Nederland, Noorwegen, Noord-Macedonië, Oostenrijk, Polen, Portugal, Qatar, San Marino, Spanje, Syrië, Tsjechië, Thailand, USA, Verenigde Arabische Emiraten, Zuid-Afrika en Zwitserland). Jaarlijks wordt er een buitenlandse tournee georganiseerd voor groot en klein.